# Saxon-Sion
Saxon-Sion település Franciaországban, Meurthe-et-Moselle megyében. Lakosainak száma 66 fő (2022. január 1.). Saxon-Sion Chaouilley, Forcelles-sous-Gugney, Gugney, Housséville, Praye, They-sous-Vaudemont és Vaudémont községekkel határos.

## Népesség
A település népessége az elmúlt években az alábbi módon változott:
| Lakosok száma | 88   | 84   | 80   | 71   | 79   | 85   | 102  | 106  | 107  | 66   |
|               | 1968 | 1982 | 1990 | 2006 | 2013 | 2015 | 2017 | 2019 | 2020 | 2022 |